# Moyen scots
 (février 2011).
Le contenu est difficilement compréhensible vu les erreurs de traduction, qui sont peut-être dues à l'utilisation d'un logiciel de traduction automatique.
Le moyen scots, aussi appelé moyen-écossais, est la langue-mère du scots. Il vient de la langue anglic des basses terres (Lowlands) d'Écosse dans la période s'étendant de 1450 à 1700. Vers la fin du XIIIe siècle, sa phonologie, son orthographe, sa morphologie flexionnelle, sa syntaxe et son vocabulaire avaient divergé nettement du premier écossais, qui était pratiquement indifférenciable du northumbrien du moyen anglais. Par la suite son orthographe a différé de celle de l’anglais moderne naissant. Le moyen écossais était assez uniforme dans beaucoup de ses textes, bien qu'avec une variation en raison de l'utilisation de mots romans se formant à partir des traductions du latin ou du français, les échos de mots chaucériens, les tournures de phrases et de grammaire dans les révisions de textes du Sud ou des écrits d'auteurs écossais en exil en Angleterre influencés par les formes du Sud, les malentendus et les erreurs faites par les imprimeries étrangères à Paris et l'utilisation d'archaïsmes dans la poésie.
Plus tard dans cette même période l'influence du Sud sur la langue a augmenté, à la suite des nouvelles relations politiques et sociales avec l'Angleterre faisant suite à la nouvelle accession de Jacques VI d’Écosse au trône d'Angleterre (sous le nom de Jacques Ier). Par l'Acte d'Union en 1707 l'anglais moderne du sud fut généralement adopté comme langue littéraire bien que l'écossais soit resté la langue locale.